# Jakow Estrin
Jakow Borisowicz Estrin, ros. Яков Борисович Эстрин (ur. 21 kwietnia 1923 w Moskwie, zm. 2 lutego 1987 w Moskwie) – rosyjski szachista i sędzia szachowy, arcymistrz w grze korespondencyjnej od 1966, mistrz międzynarodowy od 1976 roku, siódmy mistrz świata w szachach korespondencyjnych.

## Kariera szachowa
Do końca lat 60. XX wieku występował prawie wyłącznie w turniejach organizowanych wyłącznie w Związek Radziecki, m.in. wielokrotnie w półfinałach mistrzostw kraju oraz w mistrzostwach Moskwy. W 1946 r. podzielił II-IV m. w mistrzostwach RFSRR, natomiast w 1949 r. zajął III m. w mistrzostwach Moskwy (za Jurijem Awerbachem i Andorem Lilienthalem, przed Władimirem Simaginem), otrzymując za to osiągnięcie tytuł mistrza sportu. Osiągnął kilka sukcesów na arenie międzynarodowej, zwyciężając m.in. w Burgasie (1969), Primorsku (1970), Albenie (1973), Augustowie (1974, wspólnie z Julianem Gralką, Januszem Szuksztą i Henrykiem Doboszem) oraz w Lipsku (1976).
Największe sukcesy w karierze osiągnął w grze korespondencyjnej, dwukrotnie zdobywając medale mistrzostw świata: w 1971 – brązowy, a w 1976 – złoty. Do innych znaczących wyników zaliczyć można I-II m. w V mistrzostwach ZSRR (1962), II-III m. w memoriale Wiaczesława Ragozina (1966) oraz zwycięstwo wraz z drużyną radziecką w 8. olimpiadzie korespondencyjnej (1982).
W 1977 r. otrzymał tytuł sędziego klasy międzynarodowej. Według systemu rankingowego Chessmetrics, najwyżej klasyfikowany był w grudniu 1953 r, (63. miejsce na świecie), natomiast najwyższy ranking osiągnął w lipcu 1974 r. (2595, 90. miejsce na świecie).
Poza sukcesami szachowymi, uznanie zyskał również jako autor książek oraz opracowań teoretycznych, m.in. o obronie Grünfelda (Moskwa 1959) czy też o obronie dwóch skoczków (Moskwa 1970). Wspólnie z W.Panowem był autorem podręcznika debiutowego, kilkukrotnie wydanego. Jego książki były publikowane m.in. w Anglii, Danii, Niemczech, Stanach Zjednoczonych i na Węgrzech.